# Зигизмунд (Бургундия)
Вижте пояснителната страница за други личности с името Сигизмунд.
Зигизмунд или Сигизмунд (на латински: Sigismund; Sigmund; † 1 май 524 при Coulmier) e крал на Бургундия от 516 до 524 г. Честван е като Светия.

## Произход и управление
Син е на крал Гундобад (крал на Бургундия, 480 – 516), който е племенник на генерал Рицимер. Брат е на Годомар II (крал на Бургундия, 524 – 534).
През 497 г., против волята на арианския си баща, Зигизмунд е кръстен католически от епископ Авит от Виен. През 501 г. баща му нарежда убийството на брат си Годегизел (под-крал в Женева) във Виен и поставя Зигизмунд на неговото място. От баща си наследява служебната титла magister militum. По случай ставането му на владетел през 516 г. източноримският император Анастасий I му дава почетната титла patricius.
Зигизмунд омъжва дъщеря си Суавегота през 517 г. за Теодорих I (крал на франките). През 523 г. Зигизмунд поръчва удушването на сина и съ-крал Зигерих, понеже го обвинява в плануване на заговор против него. Това води до конфликти с остготите. Франките с Хлодомер нападат през 523 г. Бургундия. След загубена битка Зигизмунд, съпругата му и двамата му сина са пленени. Брат му Годомар II с помощта на остготите напада през 524 г. франките. Тогава Хлодомер заповядва убийството на Зигизмунд и фамилията му. Те са хвърлени с главата надолу в кладенец на 1 май 524 г. Оттогава Зигизмунд се счита за християнски мъченик.
След три години трупът на Зигизмунд е изваден и погребан в манастира Abbaye de Saint-Maurice d’Agaune (в Швейцария), манастирът, който той подарил през 515 г. и където се оттеглял. Костите му са пренесени от Карл IV (HRR) като реликви в Прага през 14 век и след това във Фрайзинг, където годишно се чества пренасянето му на 5 септември.
Зигизмунд е покровител на Чехия и на град Кремона. Молят му се при малария и счупвания. Чества се на 1 май. В метрополията Мюнхен-Фрайзинг се чества на 2 май.

## Фамилия
Около 500 г. (494) Зигизмунд се жени по желание на Теодорих Велики за дъщеря му Ариагна Острогота. Те имат децата"
- Гизалд († 1 май 524), убит с баща си по заповед на Хлодомер
- Гондебауд († 1 май 524), убит с баща си по заповед на Хлодомер
- Зигерих († 522/523), по заповед на Зигизмунд удушен
- Суавегота, омъжена за Теодорих I
- дъщеря, която се омъжва за Leudesius, майордом на Неустрия